# Weteringschans 77
Weteringschans 77 is een gebouw in Amsterdam-Centrum.
Het is gelegen aan de oostzijde van de Weteringschans te Amsterdam. De achtergevel van het gebouw staat aan de Zieseniskade, de kade van de Lijnbaansgracht hier. Bij de bouw in 1881 vormde het architectonisch één geheel met Weteringschans 79. De bouw van het huis werd in 1881 aanbesteed als "het bouwen van twee woonhuizen aan de Weteringschans en verlengde Spiegelgracht". Opdrachtgever was George Peter Rosskopf (1828-1901), die tot zijn dood op huisnummer 79 zou wonen. Hij was directeur van de "Maatschappij voor de Vleeschhouwerij". Het gebouw is in 2004 tot gemeentelijk monument benoemd. Het perceel inclusief woning en tuin en erf is 1 are en 55 centiaren groot.
De gevel van het gebouw houdt het midden tussen neo-Renaissancestijl en eclecticisme. Het gebouw heeft vijf bouwlagen te beginnen met een souterrain, drie woonetages en een zolder achter een dakkapel onder een schilddak. De onderzijde van het gebouw heeft een natuurstenen plint, vandaar uit stijgen twee pilasters/halfkolommen tot aan de dakplint. Het gebouw kent drie raamgangen; onder de ramen is sierwerk aangebracht, op de begane grond in natuursteen, daarboven pleisterwerk. De eerste etage heeft een klein balkon. Zowel boven de balkondeuren als de dakkapel is een circulaire fronton aangebracht. Boven de ramen van begane grond en twee hoog zijn bepleisterde sierbogen te zien, die op een hoog ontbreken, daar zijn ter versiering enkele witte blokjes geplaatst. De houten toegangsdeur kent sierhoutsneden en heeft aan de bovenzijde een bovenlicht.